# Яни Абдал (Біле)
Яни́-Абда́л (крим. Yañı Abdal), Новий Абда́л або Біле (рос. Белое) — мікрорайон в Сімферополі, у Київському районі міста, колишнє село. Далі на північний схід по Проспекту Перемоги знаходяться нові житлові масиви Біле-2, Біле-3 та Біле-4, а ближче до цвинтаря Абдал — Біле-5.

## Опис

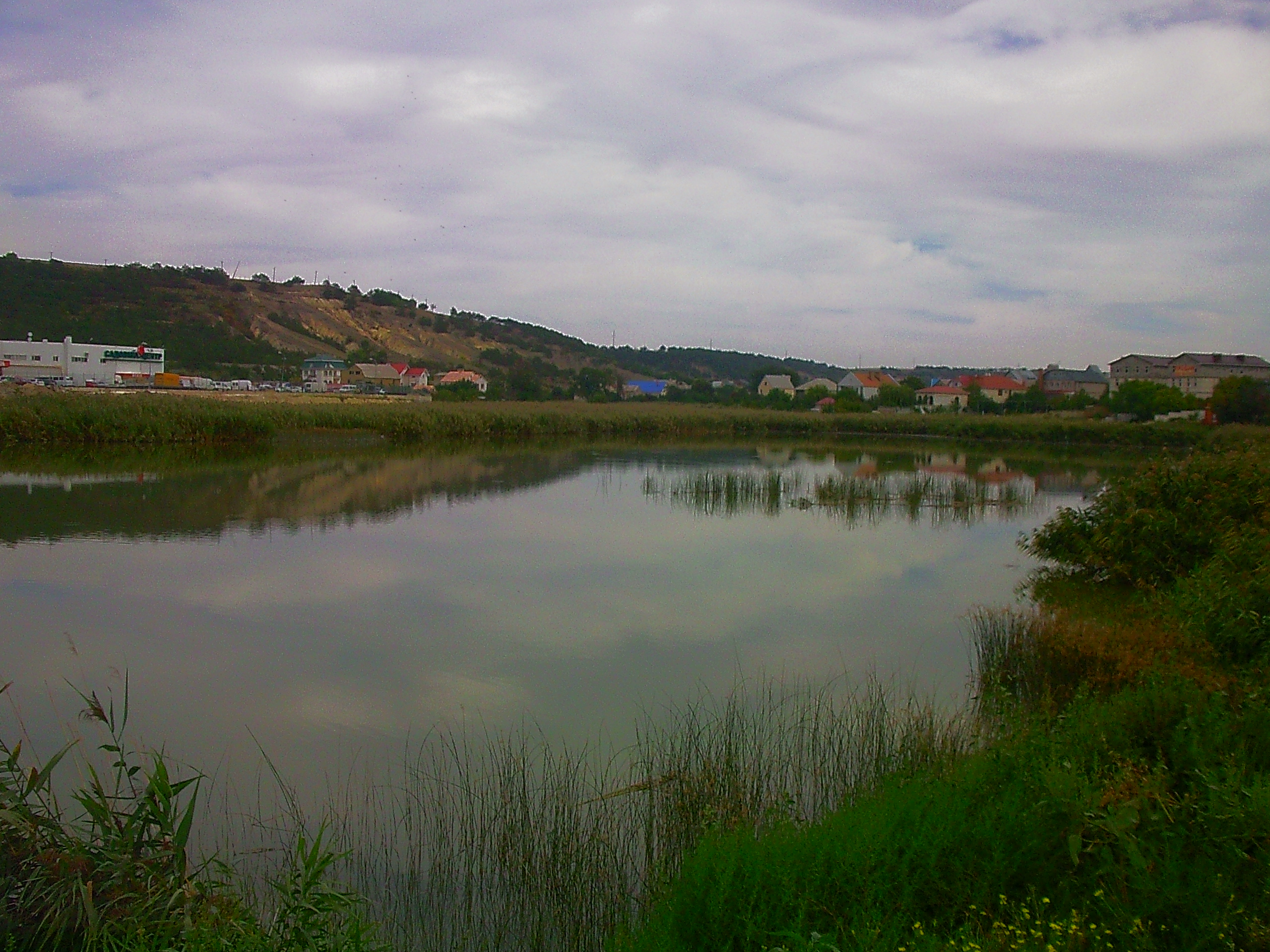
Сергіївській став, 2012 рік.

Розташований на півночі міста, з заходу обмежений об'їзною дорогою Ялтинської траси, зпівдня проспектом Перемоги, з півночі плато Ведмідь (Ведмідь Білий, продовження пагорбу Абдал-Кир) та селами Ана-Юрт, Акрополіс та Айкаван.
Головні вулиці — Біла, Механізаторів, Маршала Рибалко.
Районом протікає річка Абдалка з Абдальським (Сергіївським) ставом.

## Історія
Сьогодні слово «Абдал» набуло лише одного значення: два цвинтарі в Сімферополі. Але спочатку цим словом, що перекладається як «незграбний», назвали спочатку одне, а потім і кілька сіл, що з'явилися на берегах Абдалки. Вперше село, Абдал Новий з 8 дворами та 79 жителями згадується у «Пам'ятній книзі Таврійської губернії 1889 року».
У «Статистичному довіднику Таврійської губернії 1915 року» записано Абдал Російський.
В 1926 році за Списком населених пунктів Кримської АРСР Всесоюзного перепису згадується Абдал Верхній.
У 1948 році Новий Абдал було перейменовано на село Біле указом Президії Верховної Ради РРФСР. Нову назву село отримало за головною вулицею — Білою.
У 1977 році село включено до складу Сімферополя.